# Berätta din gåta
Berätta din gåta (orig. Tell Me a Riddle), är en amerikansk film från 1980 i regi av Lee Grant. Filmen är baserad på Tillie Olsens novellsamling med samma namn, som vann O. Henry-priset 1961.

## Rollista
| Melvyn Douglas | – David      |
| Lila Kedrova   | – Eva        |
| Brooke Adams   | – Jeannie    |
| Dolores Dorn   | – Vivi       |
| Bob Elross     | – Sammy      |
| Jon Harris     | – Mathew     |
| Zalman King    | – Paul       |
| Winifred Mann  | – Hannah     |
| Peter Owens    | – Phil       |
| Deborah Sussel | – Nancy      |
| Lili Valenty   | – Mrs. Mays  |
| Nora Heflin    | – Unge Eva   |
| Peter Coyote   | – Unge David |
| Nora Bendich   | – Lisa       |
| Robert Behling | – Tim        |